# گمینا رزنا
گمینا رزنا (به لهستانی:  Gmina Rydzyna) یک گمینا در لهستان است که در شهرستان لشنو واقع شده‌است. گمینا رزنا ۱۳۵٫۵۶ کیلومتر مربع مساحت و ۸٬۰۷۶ نفر جمعیت دارد.